# الصلة (وضرة)

تعديل مصدري - تعديل

الصلة هي إحدى قرى عزلة النصيرى بمديرية وضرة التابعة لمحافظة حجة، بلغ تعداد سكانها 271 نسمة حسب تعداد اليمن لعام 2004.